# Litsea resinosa
Litsea resinosa är en lagerväxtart som beskrevs av Carl Ludwig von Blume. Litsea resinosa ingår i släktet Litsea och familjen lagerväxter. Inga underarter finns listade i Catalogue of Life.